# Kompassrosen
Kompassrosen är ett stipendium som delas ut årligen av Konungens Stiftelse Ungt Ledarskap till 3–5 unga ledare som visat prov på ett gott värdebaserat ledarskap karaktäriserat av mod, omtanke och handlingskraft. Stipendiaterna representerade, till 2017, varsin samhällssektor: privata sektorn, offentlig sektor och ideell sektor. Stipendiet ändrades från 250 000 kronor till 50 000 kr år 2017 och ska användas till fortsatt ledarutveckling. Stipendiet har delats ut sedan 2007. 

## Stipendiater

### 2024[1]
- Alice Berntsson
- Mustafa Aboutaka
- Samrand Faik

### 2023[2]
- Andreas Magnusson
- Gabriella Kärnekull Wolfe
- Hilda Silvergran
- Mohamed Khalil
- Rasmus Häggkvist

### 2022[3]
- Hanna Larsson
- Helen Izzeddine
- Linda Hjort

### 2021[4]
- Eleonora Svanberg[5]
- Muna Idow[6]
- Emina Sesto[7]

### 2020[8]
- Frida Caballero
- Oliver Titikic
- Victoria Söderlund
- Omar Alshogre

### 2019[9]
- Shanga Aziz
- Alexandra Tecle
- Hamza Mostafa

### 2018[9]
- Gustav Plantin
- Omid Mahmoudi
- Paulina Olsson
- Julius Kramer

### 2017[9]
- Afnan Khabiri
- Aliya Sabir
- Andra Farhad
- Louise Lindén

### 2016
- Ideell sektor – Hannah Stanton[10]
- Offentlig sektor – Mariam Johansson[11]
- Näringsliv – Emma Knaggård Wendt[12]

### 2015
- Ideell sektor – Emma Arnesson [13]
- Offentlig sektor – Petra Elio Serti[14]
- Näringsliv – Anas Hsissen[15]

### 2014
- Ideell sektor – Cecilia Andrén-Nyström[16]
- Offentlig sektor – John Franco [17]
- Näringsliv – Michel Issa[18]

### 2013
- Ideell sektor – Eli Blondin[19]
- Offentlig sektor – Farid Nolen[20]
- Näringsliv – Julia Kalthoff[21]

### 2012
- Ideell sektor – Julia Mjörnstedt[22]
- Offentlig sektor – Thea Wedin[23]
- Näringsliv – Arvid Morin [24]

### 2011
- Ideell sektor – Martin Björgell[25]
- Offentlig sektor – Jeanette Mikkelsen[26]
- Näringsliv – Cecilia Bergman[27]

### 2010
- Ideell sektor – Anders Josefsson[28]
- Offentlig sektor – Sofia Barakat[29]
- Näringsliv – Nino Jahangiri[30]

### 2009
- Ideell sektor – Madeleine Sundell[31]
- Offentlig sektor – Hanna Bjäregård[32]
- Näringsliv – Veronica Hedenmark[33]

### 2008
- Ideell sektor – Admir Lukacevic[34]
- Offentlig sektor – Fahrudin Zedjnic[35]
- Näringsliv – Robert Kusén[36]

### 2007
- Ideell sektor – Oscar Schröder[37]
- Offentlig sektor – Malin Lotterberg[38]
- Näringsliv – Imran Ahmad[39]